# Brayan Rojas
Brayan Andrés Rojas Jiménez (Naranjo, 30 novembre 1997) è un calciatore costaricano, attaccante del Municipal Liberia.

## Carriera

### Club
Rojas ha giocato nelle giovanili del Carmelita, compagine per cui ha esordito in Primera División in data 16 marzo 2015, subentrando a Verny Ramírez nel pareggio per 1-1 maturato sul campo del Santos de Guápiles.
Il 14 ottobre 2017 ha trovato la prima rete nella massima divisione costaricana, in occasione della vittoria per 1-3 arrivata in casa dell'Alajuelense. Ha totalizzato 88 presenze e 19 reti nella Primera División, fino a gennaio 2019.
Il 30 gennaio 2019 è passato ai norvegesi del Tromsø con la formula del prestito: il nuovo club si è riservato anche un'opzione per l'acquisto a titolo definitivo.
Il 28 dicembre 2019 è stato reso noto il suo passaggio a titolo definitivo all'Herediano.

## Statistiche

### Presenze e reti nei club
Statistiche aggiornate al 28 dicembre 2019.
| Stagione         | Club             | Campionato       | Campionato | Campionato | Coppe nazionali | Coppe nazionali | Coppe nazionali | Coppe continentali | Coppe continentali | Coppe continentali | Supercoppe | Supercoppe | Supercoppe | Totale | Totale |
| Stagione         | Club             | Comp             | Pres       | Reti       | Comp            | Pres            | Reti            | Comp               | Pres               | Reti               | Comp       | Pres       | Reti       | Pres   | Reti   |
| ---------------- | ---------------- | ---------------- | ---------- | ---------- | --------------- | --------------- | --------------- | ------------------ | ------------------ | ------------------ | ---------- | ---------- | ---------- | ------ | ------ |
| 2014-2015        | Carmelita        | PD               | 2          | 0          | -               | -               | -               | -                  | -                  | -                  | -          | -          | -          | 2      | 0      |
| 2015-2016        | Carmelita        | PD               | 17         | 0          | -               | -               | -               | -                  | -                  | -                  | -          | -          | -          | 17     | 0      |
| 2016-2017        | Carmelita        | PD               | 10         | 0          | -               | -               | -               | -                  | -                  | -                  | -          | -          | -          | 10     | 0      |
| 2017-2018        | Carmelita        | PD               | 41         | 7          | -               | -               | -               | -                  | -                  | -                  | -          | -          | -          | 41     | 7      |
| 2018-gen. 2019   | Carmelita        | PD               | 18         | 12         | -               | -               | -               | -                  | -                  | -                  | -          | -          | -          | 18     | 12     |
| Totale Carmelita | Totale Carmelita | Totale Carmelita | 88         | 19         |                 | -               | -               |                    | -                  | -                  |            | -          | -          | 88     | 19     |
| 2019             | Tromsø           | ES               | 9          | 0          | CN              | 3               | 2               | -                  | -                  | -                  | -          | -          | -          | 12     | 2      |
| gen.-giu. 2020   | Herediano        | PD               | 0          | 0          | -               | -               | -               | -                  | -                  | -                  | -          | -          | -          | 0      | 0      |
| Totale           | Totale           | Totale           | 97         | 19         |                 | 3               | 2               |                    | -                  | -                  |            | -          | -          | 100    | 21     |